# King's Royal Rifle Corps
Le King's Royal Rifle Corps (en français Corps royal des fusiliers du Roi) est un régiment d'infanterie légère de la British Army (armée de terre britannique).

## Historique
Il fut créé au XVIIIe siècle dans les colonies d'Amérique du Nord afin de combattre les Français et leurs alliés américains. Son nom actuel ne lui fut attribué qu'en 1830, car il fut d'abord dénommé "62e régiment (Royal American)" puis "60e régiment (Royal American)" avant de changer une nouvelle fois de nom. Il combattit par la suite lors de nombreux conflits dont les deux guerres mondiales.

## Guerres napoléoniennes
Il a servi dans la péninsule ibérique sous les ordres de Wellington. En 1815, il est renommé The Duke of York's Own Rifle Corps puis en 1830 le King's Royal Rifle Corps (KRRC) .

## Guerre anglo-boers
Le régiment est déployé durant la seconde guerre des  Boers ; il joue un rôle clé dans la bataille de Talana Hill en 1899.

## Première Guerre mondiale

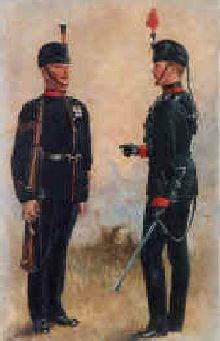
Uniformes de 1895 à 1914.

Le régiment est dispersé en bataillons et sert principalement sur le front italien et de Salonique, avant d'être en 1918 stationné en Palestine puis mécanisé en 1926. 
Sept membres du régiment reçurent la croix de Victoria, dont le Lieutenant-colonel John Dimmer

## Seconde Guerre mondiale
Il est alors dans le Corps expéditionnaire britannique et participe à la bataille de Calais. Après avoir embarqué à Dunkerque il participe à la bataille de Grèce; au débarquement en Italie puis à la bataille d'Arnhem en faisant partie de la 4e brigade blindée.

## Actuellement
Les traditions du régiment sont perpétuées par le 2e bataillon des The Rifles.